# Le altre notti
Le altre notti è stato un programma televisivo italiano andato in onda sulla syndication Italia 7 dal 1990 al 1992, nel periodo estivo in seconda serata, dal lunedì al sabato. La prima puntata fu trasmessa il 9 luglio 1990.

## La trasmissione
Il programma era un "clip show", ovvero un programma di montaggio sullo stile di ciò che già veniva proposto su Rai 3 con Blob, interamente incentrato su filmati provenienti dalla televisione statunitense e di carattere softcore; tra i brevi video che venivano proposti in ogni puntata, infatti, le scene più ricorrenti riguardavano delle immagini dei concorsi di "Miss Maglietta Bagnata", sessioni di lotta nel fango e interventi di body piercing. Le scene trasmesse in ogni puntata, che durava circa 25 minuti, erano commentate dalle voci fuori campo di Santo Versace, Mario Zucca e Germana Pasquero.

### Collocazione in palinsesto
Il programma andava in onda su Italia 7 durante il periodo estivo alle 22.30 circa, nella medesima fascia oraria occupata durante il resto della stagione dal sexy game Colpo grosso, che in quel periodo otteneva un notevole successo di pubblico. Nell'ultima stagione, realizzata nel 1992, l'orario di trasmissione è slittato a dopo la mezzanotte.